# Tamaransi (quartier)
Tamaransi est l'un des quartiers de la sous-préfecture de Boké-Centre, situé dans la préfecture de Boké en république de Guinée.

## Géographie

### Démographie
- En 2014, le district comptait 1 668 habitants selon les RGPH 2014[1].